# 航天器事件时间
航天器事件时间（SCET）是指航天器上所发生事件的航天器当地时间，主要用于控制航天器运行时间的指令程序并识别航天器上所发生特定事件时的地球时间。

## 航天器事件时间与地球时间
由于航天器与地球之间的通讯速度受限于光速，因此在航天器上发生事件的时间（如传送从仪器读数中获取的数据）与报告事件的信号抵达地球的时间之间存在延迟。同样，从地球发出指令和航天器接收到指令之间也存在延迟。延迟长度与发送点和接收点之间的距离有关。如果不考虑这种延迟，则可能会导致数据不准确或航天器控制出错。

### 航天器事件时间计算
测定航天器事件时间需要先确定地球上的时间，并根据是发送到航天器还是接收发自航天器的信号，再加减信号传输所需的时长。对于从航天器传输到地球的事件，航天器事件时间（SCET）可定义为地球上收到事件的时间（ERT）再减去单程光行时（OWLT）；对于从地球发送到航天器的事件，计算则为发送时的时间（TRM）加上单程光行时。例如，如地球上恰好在世界标准时11时接收到了来自航天器发出的信号，表明它刚刚完成了飞行机动，但该航天器距离地球4光时（即新视野号探测器在接近冥王星时的某一刻），则该飞行机动的航天器事件时间应在4小时前，即7时整。
协调世界时中的航天器事件时间也称为轨道器标准世界时，而地球上接收时的时间则称为地面标准世界时。

### 航天器控制
由于无线电传输需要时间才能从地球到达航天器，因此航天器的日常操作由上载的含航天器事件时间标记的命令脚本控制，以确保事件的特定时间线。由于从地球发出指令与航天器接收和执行指令之间存在延迟，因此很少对自动航天器进行实时指挥，通常只在发生紧急事件，必须尽快改变航天器操作时才进行干预。例如，指示航天器在太阳发生日冕物质抛射期间进入安全模式。

## 表达格式
保存的与航天器事件相关的仪器数据通常在ISO 8601中使用以下格式之一表达：
- CCYY-MM-DDTHH:MM:SS.sssZ (首选格式)
- CCYY-DDDTHH:MM:SS.sssZ

但，后缀 Z（表示时间以协调世界时为单位）通常被默认/忽略。

## 备注
1. ↑  Basics of Space Flight Glossary; JPL/NASA
2. ↑  Data Standards, PDS/NASA